# Who's Real
Who's Real (in italiano: Chi è reale) è il quarto singolo del rapper statunitense Jadakiss estratto dal terzo album The Last Kiss. La canzone, prodotta da Swizz Beatz, reca il featuring dello stesso Swizz Beatz in aggiunta a quello di OJ da Juiceman ed è stata scritta da tutti e tre i rapper più da T. Johnson e N. Levy.

## Informazioni
Who's Real è stata ufficialmente pubblicata come singolo il 16 giugno 2009. Parallelamente ai precedenti singoli dell'album ha ottenuto risultati quasi inesistenti all'interno della Billboard Hot 100, raggiungendo invece maggiori posizioni nella Hot R&B/Hip-Hop Songs e soprattutto nella Hot Rap Tracks, rispettivamente la n.39 e la n.19.

## Versione originale e cambiamenti
La versione originale della canzone includeva una seconda strofa più lunga: dopo il verso di OJ da Juiceman in tale strofa seguiva quello del rapper Jusmula che iniziava con: 

In più nella terza strofa, dove rappa unicamente Jadakiss, vi era anche la parola bastards ("bastardi"), e cioè: 
 Tale parola della terza strofa nella versione finale è stata rimossa per renderla senza volgarità e la versione vecchia è diventata un remix non ufficiale.

## Remix
Il remix ufficiale (quello non ufficiale come già detto altro non è che la versione originale e quindi vecchia dello stesso singolo) è in collaborazione con DMX, Sheek Louch, Styles P, Drag-On, Eve e sempre Swizz Beatz (OJ da Juiceman è assente) ed è stato distribuito il 10 giugno 2009 (il verso di DMX era però stato pubblicato sul web il giorno prima). Tale remix è noto come Ruff Ryders Remix, in quanto segna l'atteso ritorno dei rapper più importanti dell'etichetta tutti assieme.

## Videoclip
Il videoclip è stato diretto da Taj e girato il 13 maggio 2009. Ja Rule, i Clipse, Clyde Carson dei The Team, Grafh, DJ Webstar, Styles P e altri membri ufficiali e non della Ruff Ryders vi fanno apparizione. Il 10 giugno il video ha debuttato su BET a 106 & Park.

## Classifica
| Chart (2009)                           | Posizione massima |
| -------------------------------------- | ----------------- |
| U.S.A. Billboard Hot R&B/Hip-Hop Songs | 39                |
| U.S.A. Billboard Hot Rap Tracks        | 19                |